# Kanton Béziers-4
Der Kanton Béziers-4 war von 1973 bis 2015 ein französischer Wahlkreis im Arrondissement Béziers, im Département Hérault und in der Region Languedoc-Roussillon; sein Hauptort war Béziers. Vertreter im Generalrat des Départements war zuletzt von 2004 bis 2015 Jean-Michel Du Plaa (PS). 
Der Kanton bestand aus vier Gemeinden und einem Teil der Stadt Béziers:
| Gemeinde     | Einwohner Jahr | Fläche km² | Bevölkerungsdichte | Code INSEE | Postleitzahl |
| ------------ | -------------- | ---------- | ------------------ | ---------- | ------------ |
| Sauvian      | 4756 (2013)    | 13,07      | 364 Einw./km²      | 34298      | 34410        |
| Sérignan     | 7054 (2013)    | 27,45      | 257 Einw./km²      | 34299      | 34410        |
| Vendres      | 2701 (2013)    | 2,35       | 1149 Einw./km²     | 34329      | 34350        |
| Valras-Plage | 4231 (2013)    | 37,8       | 112 Einw./km²      | 34324      | 34350        |

sowie einem Teil von Béziers mit ca. 18.500 Einwohnern (Stand: 2010).
Der Teil von Béziers umfasst die Stadtteile: 
- Gare
- Port Neuf
- Fonserannes
- Pech de la Pomme
- La Devèze
- Montimaran
- La Gayonne
- Hôpital
- Z.I. du Capiscol
- Domaine de Bayssan